# Begonia phoeniogramma
Espèce
Begonia phoeniogramma est une espèce de plantes de la famille des Begoniaceae.
L'espèce fait partie de la section Parvibegonia.
Elle a été décrite en 1917 par Henry Nicholas Ridley (1855-1956).

## Répartition géographique
Cette espèce est originaire des pays suivants : Malaisie ; Thaïlande.